# لور فورت گری
لور فورت گری (به انگلیسی: Lower Fort Garry) یک منطقهٔ مسکونی در کانادا است که در St. Andrews واقع شده‌است.